# Pseudoquadrigula
Pseudoquadrigula, rod zelenih algi iz porodice Selenastraceae. Postoji četiri taksonomski priznatih vrsta, sve su slatkovodne

## Vrste
1. Pseudoquadrigula britannica Hindák
2. Pseudoquadrigula indica P.Marvan, J.Komárek & A.Comas
3. Pseudoquadrigula lagoensis E.N.Lacoste de Díaz - tip
4. Pseudoquadrigula obtusa (Korshikov) Tsarenko